# Cine Guaraci
Cine Guaraci era uma sala de cinema em Rocha Miranda, no Rio de Janeiro, que funcionou entre os anos de 1954 e 1989. Foi tombado em 2003, mas em 2018 foi parcialmente destombado, mantendo-se o tombamento da fachada externa, sendo permitida a exploração comercial de espaços internos do imóvel.
Ficava na Rua dos Topázios — o bairro é popularmente conhecido pelas ruas contendo nomes de minerais e pedras preciosas — e possuía alguns aspectos diferenciais, como mármore de Carrara, corrimão de bronze, um salão decorado com espelhos de alto relevo, tela de projeção emoldurada com cortinas de veludo vermelho e colunas gregas. Tinha 1379 lugares, divididos entre térreo e mezanino, tendo a sua capacidade reduzida para 1090 lugares em 1983.
Foi projetado pelo arquiteto Alcides Rocha Miranda (que empresta seu nome também ao bairro, pois sua família promoveu o loteamento do local no início do século XX e o prédio data da década de 1950), mas particularmente sua inauguração ocorreu em 1954, e funcionou até aproximadamente 1989. Após mais de 30 anos abandonado, com fachada e interior depredados e pichados, passou por obras para abrigar uma filial da loja de departamentos Nalin.